# ProQuartet
ProQuartet - Centre Européen de Musique de Chambre est une association française de loi de 1901, créée en 1987 par Georges Zeisel, qui contribue au rayonnement du quatuor à cordes, au soutien de l’ensemble de la communauté de la musique de chambre et à l’élargissement des publics qui s’y intéressent.
Charlotte Bartissol dirige ProQuartet depuis juin 2021.

## Actions menées par l'association
Quatre axes conduisent l'action de ProQuartet :
- le soutien à lʼémergence de jeunes formations professionnelles : véritable incubateur, ProQuartet offre un appui et des opportunités de développement ;
- la recherche sur le répertoire du quatuor à cordes et l'encouragement à la création contemporaine en soutenant la commande dʼoeuvres nouvelles ;
- la production et la diffusion de concerts en France et en Europe, en lien avec de fidèles partenaires, et la production directe de trois événements : les Rencontres musicales ProQuartet en Seine-et-Marne (depuis 1996), la « Nuit du Quatuor » (dans le cadre de la Nuit Blanche), et l'Orangerie Sonore (depuis 2022) ;
- lʼadresse au public par la médiation, les pratiques amateurs, les projets scolaires ou périscolaires, les rencontres, les conférences, etc. Parallèlement à lʼaccompagnement des artistes professionnels confirmés ou en devenir, ProQuartet veille et agit pour un large partage de la musique de chambre avec lʼensemble des publics.

### Formation professionnelle
Organisme de formation certifié, ProQuartet-CEMC encourage et soutient la vocation de jeunes ensembles à la recherche d’un idéal de rigueur et d’intégrité musicale, en s’appuyant sur l’idée de filiation et de transmission des plus grands chambristes français et internationaux.
Ceux-ci donnent des masterclasses sur le répertoire (de la période classique au XXIe siècle), sous forme de sessions de cours d'interprétation à Paris et d'académies en régions, se terminant par un ou plusieurs concerts.
Lors de ces masterclasses, des ateliers de conscience corporelle et de préparation mentale sont également organisés, ainsi que des rencontres avec des professionnels de la scène musicale, notamment autour de thématiques liées au développement de carrière et à l’insertion professionnelle.
Les membres des Quatuors Alban Berg, Amadeus, Arditti, Artemis, Béla, Belcea, Borromeo, Casals, Cherubini, Cleveland, Danel, Diotima, Doric, Ebène, Hagen, Juilliard, Kolisch, Kuss, LaSalle, London Haydn, Manfred, Prazák, Prometeo, Quiroga, Rosamonde, Vogler, Ysaÿe, du Trio Wanderer ainsi que les musiciens et compositeurs Maurice Bourgue, Gérard Caussé, Marc-Olivier Dupin, Eberhard Feltz, Louis Fima, Gary Hoffman, György Kurtág, Alain Planès, Menahem Pressler, Ferenc Rados, Jörg Widmann font ou ont fait partie du corps enseignant.

### Résidence
Pépinière d’artistes d’excellence, ProQuartet oeuvre à l’insertion professionnelle des jeunes ensembles de musique de chambre à travers sa résidence, qui s'appuie sur quatre axes fondamentaux : la formation professionnelle, l’action culturelle, la production/diffusion de concerts et la création.
Un jury de professionnels est chargé de sélectionner les ensembles résidents, quatuors et trios français et européens, qui bénéficient de deux ans d'accompagnement par ProQuartet.
Depuis 2022, la résidence est parrainée chaque saison par une figure majeure du milieu : Sonia Simmenauer en 2022-2023, Mathieu Herzog en 2023-2024, Marc Coppey en 2024-2025...

### Concerts et événements
ProQuartet organise de nombreux concerts en Région parisienne et en France, parfois au-delà, aussi bien dans le cadre de ses partenariats avec les festivals et lieux emblématiques de la musique de chambre, que lors de ses masterclasses, de ses actions culturelles ou de ses propres festivals. Ces événements sont l'occasion, pour différents publics, de découvrir les jeunes talents et grands chambristes de demain.
Les concerts font la part belle à la création contemporaine et aux commandes ProQuartet, et mettent régulièrement à l'honneur un répertoire plus méconnu ou oublié, comme celui des compositrices.

### Actions culturelles et pratiques amateurs
ProQuartet s'engage pour rendre la musique de chambre accessible à toutes et tous, et développe une politique éducative d'actions culturelles en direction des publics qui ne la connaissent pas ou n'ont pas la possibilité de se rendre aux concerts (jeune public, familles, habitants des quartiers prioritaires, personnes en situation de précarité sociale, patients, résidents de maisons de retraite, résidents des établissements pénitentiaires...). Par la médiation culturelle, l'association encourage également les ensembles résidents à s'engager en tant qu’artistes citoyens.
ProQuartet propose aussi tout au long de l'année des activités variées de musique de chambre (stages, scènes...) à destination des musiciens amateurs de tous niveaux, pratiquant aussi bien des cordes que des vents ou du piano. Les ensembles en résidence encadrent une partie de ces activités.